# Carlos Kiese
Carlos Alberto Kiese Wiesner (Tebicuary, 1 de junio de 1957) es un exfutbolista, entrenador y periodista deportivo paraguayo quien se desempeñaba como mediocampista defensivo. Como jugador, se destacó en la Selección de Paraguay y en el club Olimpia de su país al conquistar con ambos, entre 1975 y 1983, varios títulos locales e internacionales, tales como la Copa América, la Copa Libertadores y la Copa Intercontinental. En su función de entrenador ganó el campeonato de la Primera División de Paraguay de 1996 conduciendo a Cerro Porteño. Durante el torneo Clausura de 2009 se desempeñó como director técnico de Olimpia de Asunción. Tiempo después presentó su renuncia debido a un desacuerdo con la directiva justo antes de disputar la 19.ª fecha que encontraba a su equipo en la tercera posición a 3 puntos del líder.

## Selección nacional
Ha sido internacional con la selección de Paraguay, siendo campeón de la Copa América de 1979.
Como entrenador, la dirigió en la Copa América de 1991.

## Clubes

### Como jugador
| Club          | País      | Temporadas |
| ------------- | --------- | ---------- |
| Olimpia       | Paraguay  | 1975-1980  |
| Grêmio        | Brasil    | 1980       |
| Independiente | Argentina | 1980-1981  |
| Olimpia       | Paraguay  | 1981-1984  |
| Libertad      | Paraguay  | 1984       |
| Cerro Porteño | Paraguay  | 1985       |
| The Strongest | Bolivia   | 1986       |

### Como entrenador
| Club               | País     | Temporadas |
| ------------------ | -------- | ---------- |
| Selección nacional | Paraguay | 1991       |
| River Plate        | Paraguay | 1993-1994  |
| Libertad           | Paraguay | 1995       |
| Cerro Porteño      | Paraguay | 1996       |
| Cerro Porteño      | Paraguay | 1998       |
| América            | México   | 1999       |
| Libertad           | Paraguay | 2001       |
| Sport Colombia     | Paraguay | 2003       |
| Olimpia            | Paraguay | 2004       |
| Olimpia            | Paraguay | 2005       |
| Sportivo Luqueño   | Paraguay | 2007       |
| Olimpia            | Paraguay | 2009       |
| Tacuary            | Paraguay | 2010       |
| Sportivo Luqueño   | Paraguay | 2012       |
| 3 de Febrero       | Paraguay | 2014       |

## Palmarés

### Como jugador

#### Torneos nacionales
| Título           | Club          | País     | Año  |
| ---------------- | ------------- | -------- | ---- |
| Primera División | Olimpia       | Paraguay | 1975 |
| Primera División | Olimpia       | Paraguay | 1978 |
| Primera División | Olimpia       | Paraguay | 1979 |
| Primera División | Olimpia       | Paraguay | 1981 |
| Primera División | Olimpia       | Paraguay | 1982 |
| Primera División | Olimpia       | Paraguay | 1983 |
| Primera División | The Strongest | Bolivia  | 1986 |
| Primera División | Cerro Porteño | Paraguay | 1987 |

#### Copas internacionales
| Título                | Equipo    | País     | Año  |
| --------------------- | --------- | -------- | ---- |
| Copa América          | Selección | Paraguay | 1979 |
| Copa Libertadores     | Olimpia   | Paraguay | 1979 |
| Copa Intercontinental | Olimpia   | Paraguay | 1979 |
| Copa Interamericana   | Olimpia   | Paraguay | 1979 |

### Como entrenador

#### Torneos nacionales
| Título           | Club          | País     | Año  |
| ---------------- | ------------- | -------- | ---- |
| Primera División | Cerro Porteño | Paraguay | 1996 |

| Predecesor: Gerardo González | Director técnico de Cerro Porteño 1996 | Sucesor: Antonio Lopes |

## Reconocimientos
- Medalla al Mérito Domingo Martínez de Irala.

El 19 de octubre de 2016 fue distinguido con la Medalla al mérito Domingo Martínez de Irala por la Junta Municipal de la ciudad de Asunción, junto a sus compañeros de la selección paraguaya por el título de campeón logrado en la Copa América 1979.
- Mejor jugador de la final de la Copa Intercontinental 1979

## Actualidad

### Periodismo
En los 90s, Kiese fue comentarista para Radio 1º de Marzo 780 AM, haciendo dupla con Arturo Rubin.
A inicios del siglo XXI, fue comentarista en la 970 AM, haciendo dupla con Julio González Cabello.
Tiempo después, ejerció hasta 2023 la función de jefe de deportes de la emisora Radio Cáritas 680 AM, siendo el conductor principal del programa Punto Penal.
En 2024 fue comentarista principal de Radio Monumental, además de comentar en Telefuturo la Copa América 2024 junto con los también periodistas Juan Ángel "Pato" Ovando y Juan Pablo Zaracho.
Actualmente Kiese es el comentarista principal del grupo Ñandutí (Radio Rock and Pop 95.5 FM y Radio Ñandutí 1020 AM).
También comentaba los partidos más importantes para el SNT.